# Fyllodia

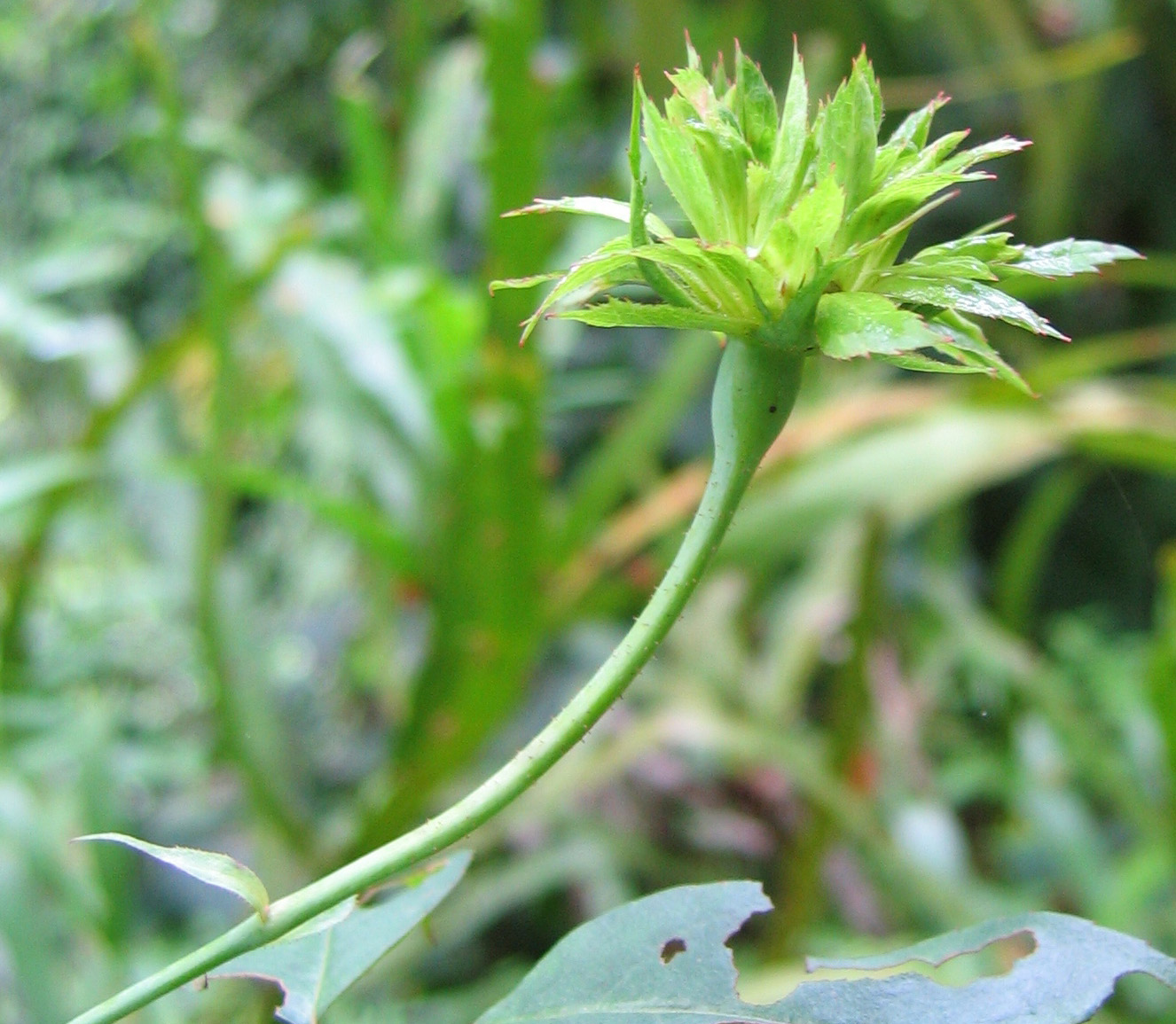
Fyllodia na kwiecie róży odmiany 'Viridiflora'

Fyllodia – części kwiatu patologicznie przekształcone w struktury przypominające liście. Mogą tworzyć się z różnych części kwiatu; z płatków, słupków lub pręcików. Są objawem chorobowym charakterystycznym dla niektórych chorób roślinnych wywołanych przez fitoplazmy i zaliczane są do grupy objawów chorobowych zwanych dziwotworami.
Fyllodiami, czyli liściakami nazywane są także upodobnione do blaszki liścia rozszerzone i spłaszczone ogonki liściowe. Tego typu fyllodia nie są objawem chorobowym.